# Ириней (Ключарёв)
Архимандрит Ириней (в миру Иван Степанович Ключарёв; 1783—1847) — архимандрит Русской православной церкви, настоятель Астраханского Преображенского и нескольких других монастырей, педагог, ректор Астраханской и Тифлисской духовных семинарий.

## Биография
О его мирской жизни сведений почти не сохранилось, известно лишь, что Иван Ключарёв родился в 1783 году, происходил из духовного звания, а образование получил в Архангельской духовной семинарии.
В 1808 году Иван Степанович Ключарёв был посвящен во священника. В 1816 году был назначен в настоятели Скопинского Свято-Духова монастыря, где 17 июня 1816 года он принял монашество с именем Ириней. С 1816 по 1817 год исполнял обязанности смотрителя Скопинского духовного училища.

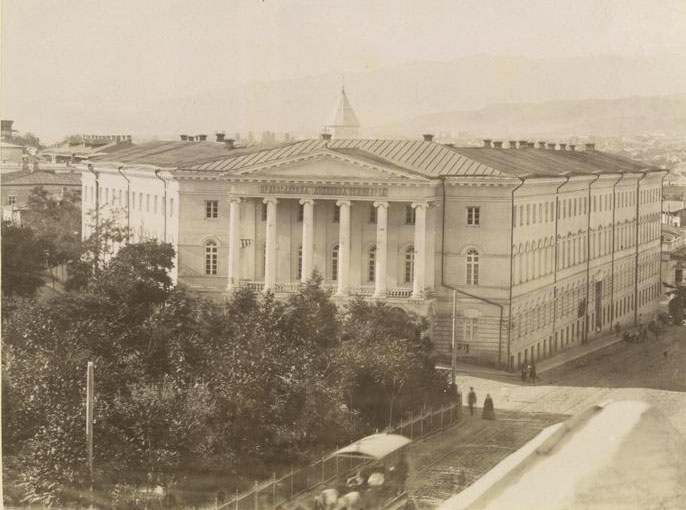
Тифлисская духовная семинария

1 июля 1817 года, по Высочайшему повелению, Ириней Ключарёв был отправлен в Грузию и определен учителем, а с 1 октября 1818 года ректором Тифлисской духовной семинарии.
19 января 1819 года Ириней Ключарёв был произведен в архимандрита Иоанно-Крестительской пустыни Карталинской и Кахентнско епархии.
За описание положения карталинских крестьян отец Ириней был награждён орденом Святой Анны 3-й степени.
1 июня 1821 года назначен членом грузино-имеретинской синодальной конторы и настоятелем Квабтахевского (Тифлисского Спасо-Преображенского) монастыря.
С 10 августа до 23 декабря 1821 года, за смертью митрополита-экзарха, Ириней управлял Грузинской епархией. Исполнял различные особые поручения и комиссии.
С 23 октября 1823 года состоял учителем философских наук; 30 октября 1824 года перемещен на должность ректора и учителя богословия в Астраханскую духовную семинарию и тогда же назначен настоятелем Астраханского Преображенского монастыря. В Астрахани отец Ириней состоял также присутствующим в консистории и цензором проповедей.
В октябре 1825 года Ириней уволен от училищной службы, в феврале 1826 года отрешен от управления монастырем и определен на иеромонашескую вакансию в Покровский Болдинский Астраханский монастырь. В апреле 1826 года за отличное служение в Тифлисской духовной семинарии получил от Священного Синода крест, украшенный драгоценными камнями.
Ириней Ключарёв умер в 1847 году.